# John Sykes
John James Sykes (Reading, Berkshire, 1959. július 29. – 2025. január 20. vagy előtte) brit gitáros, dalszerző, aki az 1980-as évek legelején lett ismert, mint a Tygers of Pan Tang heavy metal zenekar gitárosa. Nemzetközi viszonylatban akkor lett igazán ismert, amikor 1983-ban a Thin Lizzy tagja lett. Hírnevét az évtized közepén tovább növelte, amikor a Whitesnake gitárosa lett, ahol a dalszerzésből is aktívan kivette a részét. Az együttes legsikeresebb albuma az 1987 volt, melynek sikereihez Sykes is nagymértékben hozzájárult. Miután David Coverdale kitette a Whitesnake soraiból, egy Blue Murder nevű hard rock együttesben folytatta, amely mérsékelt sikereket aratott. Az 1990-es évek közepén az újjáalakult Thin Lizzy tagjaként adott koncerteket, ahol nemcsak gitározott, de az énekesi teendőket is magára vállalta. Sykes egészen 2010-ig adott koncerteket a Thin Lizzy tagjaként, lemezt azonban nem készítettek, így a 90-es évek közepe óta, számtalan stúdiólemezt adott ki a saját neve alatt.

## Pályafutása

### Korai évek (1980-1983)
14 éves korában kezdett el zenélni, első zenekara a Streetfighter volt. 1980-ban megjelent egy New Electric Warriors című válogatásalbum, amelyen a New Wave of British Heavy Metal mozgalom zenekarai szerepeltek. Itt a Streetfighter egy She's No Angel című dallal szerepelt, majd Sykes a Tygers of Pan Tang heavy metal együttes gitárosa lett. Első koncertje a zenekarral a neves Reading Festival-on volt, ahol 60 000 ember előtt léptek színpadra. Játéka hallható volt az 1981-ben megjelent Spellbound albumon, valamint az azt követő 1982-es Crazy Nights lemezen. A következő The Cage című albumon, már csak két dal erejéig volt hallható, helyére Fred Purser került.
Hamarosan Ozzy Osbourne zenekarába jelentkezett, a tragikusan fiatalon elhunyt Randy Rhoads helyére. A jól kecsegtető posztot ugyan nem kapta meg, de a Uriah Heep volt énekese John Sloman meghívta újonnan alakult zenekarába, a Badlands névre hallgató formációba. Itt az a Neil Murray basszusgitározott, akivel Sykes később a Whitesnake soraiban is együtt játszott.
Az együttes a Londoni Marquee klubban mutatkozott be, nagylemezt azonban nem készítettek. Ugyan az EMI érdeklődött irántuk, hivatalosan kiadott hangfelvétel nem maradt utánuk, csak néhány demo és próbatermi felvétel.
Ezt követően jelentkezett Ronnie James Dio zenekarába, aki éppen a debütáló Holy Diver album kiadása előtt állt, a posztot azonban a Sweet Savage gitárosa Vivian Campbell töltötte be.
Az EMI menedzsmentje ajánlotta ekkor Phil Lynott figyelmébe, a 23 éves gitárost, ugyanis a Thin Lizzy soraiból éppen a lemezfelvételek előtt távozott Snowy White gitáros.

### Thin Lizzy, Whitesnake (1983-1987)
Ugyan Lynott és Sykes már 1982-ben együtt dolgozott a gitáros Please Don't Leave Me című kislemezén, mire azonban Sykes elfogadta Lynott ajánlatát, a Thunder and Lightning legtöbb dala már készen volt. A stúdiózásra 1982 végén került sor, Sykes pedig a kislemezen is kiadott Cold Sweat dalban mutatkozott be, mint zeneszerző. A szerzemény az együttes egyik emblematikus dala, egyben a korong legismertebb tétele. A nagylemez 1983. március 4-én jelent meg, amely a zenekar addigi legkeményebb, heavy metalos hangzású albuma lett.
A váltásban nagy szerepe volt Sykes stílusának, akinek energikus, agresszív és virtuóz játéka új lendületet adott a zenekarnak.
A lemez a dalok minősége mellett eladási szempontból is javulást tudott felmutatni. Noha az USA-ban csak a 159. lett a lemezeladási listán, Angliában viszont a 4. helyre került.
A lemezt népszerűsítő turné sikeres volt, és néhány koncertet rögzítettek egy élő album összeállításához. Az 1981-es és 1983-as felvételeket tartalmazó koncertanyag Life címmel 1983. október 16-án került kiadásra. Ezt követően Lynott egy "The Three Musketeers" (A Három Muskétás) nevű alkalmi formációval adott koncerteket 1983. júliusa és augusztusa között. Itt a Lynott-Sykes-Downey triót Donal Nagle és Mark Stanway egészítette ki. Ezt követően a Thin Lizzy feloszlott, Sykes pedig a Whitesnake tagja lett.
David Coverdale akkor figyelt fel Sykes játékára, amikor a Thin Lizzy és a Whitesnake együtt turnézott Európában. Coverdale zenekara egyre inkább háttérbe szorult a feltörekvő amerikai zenekarok mellett, ezért úgy gondolta, hogy Sykes naprakész stílusa segíthet az amerikai áttörésben. A cél érdekében Sykes és az akkori Whitesnake felállás újrajátszotta a Slide It In lemez egyes részeit. Az amerikai piacra szánt albumon kissé háttérbe kerültek Jon Lord billentyűs témái, a korszerűsített hangzás pedig beváltotta a hozzáfűzött reményeket. A lemez arany minősítést kapott az Egyesült Államokban, majd turnéra indult a zenekar.
Sykes első koncertjét a Dublin-ban található SFX Center-ben adta, 1984 február 17-én.
Mel Galley gitáros egy baleset következtében - melyben megsérült a keze - távozott, így a koncerteken Sykes volt az egyetlen gitáros. 1985-ben több tízezer néző előtt felléptek a Rock in Rio fesztiválon, majd Franciaországba mentek rögzíteni a következő nagylemezt.
A felvételek Vancouver-ben folytatódtak, Sykes aktívan kivette a részét a dalszerzésből, a lemezen hallható 11 dal mindegyikében szerepelt, mint szerző. Az album megírása és felvétele csaknem 2 évet vett igénybe, mire azonban megjelent, Coverdale az egész zenekart szélnek eresztette. Neil Murray és Aynsley Dunbar kirúgása után Sykes-nak is távoznia kellett, amiért a gitáros sokáig neheztelt az énekesre. Sykes miután megtudta Coverdale döntését, nem hagyta félbe a munkát, hanem befejezte a dalokat. Elmondása szerint „körülbelül a gitárszólók felénél tarthattam, amikor Dave engem is kirúgott, ahogy a lemez producerét is. Félbe is hagyhattam volna a stúdiómunkát, de tudtam, hogy akkor jön majd valaki és befejezi a szólókat. Túl sok meló, szív, érzés ment bele ezekbe a dalokba ahhoz, hogy bárkit odaengedjek. Úgyhogy befejeztem a lemezt, aztán leléptem. Valami 17 millió példány ment el összesen az 1987 albumból világszerte (de a letöltésekkel együtt ma már (2025-ben) jóval 20 millió felett jár az eladása.). Nevetségesen nagy szám, nem igaz? Sokan nem ismerik még a nevemet sem, azt sem tudják, hogy a világon vagyok, de legalább a dalaimat ismerik. Ez is valami.”
A listavezető Here I Go Again szólóját már Sykes utódja Adrian Vandenberg játszotta fel, míg az 1987 című album a legsikeresebb hard rock lemezek egyike. Amerikában a 2. helyig jutott, és számtalan klasszikussá vált dalt tartalmazott. Sykes egy 2017-ben adott interjújában kifejtette, hogy nagyon sajnálja, hogy nem volt lehetősége az album dalait élőben is eljátszani, véleménye szerint az együttes rajongói is bánják, hogy így történt.

### Blue Murder (1988-1994)
1988-ban az a Geffen Records szerződtette, akik a Whitesnake ügyeit is intézték, így az ismertség adott volt. Sykes zenekara a Blue Murder nevet kapta, és Cozy Powell volt az együttes első dobosa. Az énekes Glenn Hughes lett volna, aki azonban drog és alkoholproblémái miatt képtelen volt a munkára, így az a Ray Gillen lett az újabb jelölt, aki a Black Sabbath, majd a Badlands tagjaként lett később ismert. Gillen azonban hallva a készülő lemez zenei irányvonalát, nem akarta hogy Coverdale-hez hasonlítsák a hangját, ezért nem vállalta a munkát. A basszusgitáros Tony Franklin lett, Powell azonban eleget tett a Black Sabbath felkérésének, így a dobos egy másik veterán Carmine Appice lett Sykes mellett. Énekesnek Tony Martin a Black Sabbath vokalistája is felmerült, vele azonban csak demok készültek, illetve 2 dalban szövegíróként társszerzőként szerepel. Egyes elmondások szerint Martin személye azért nem volt megfelelő, mert a fotókon nem passzolt volna a többiekhez, az erősen kopaszodó vokalista. Így Sykes a kiadó emberének John Kalodner-nek a javaslatára maga vállalta el az énekesi teendőket is, az album producere pedig Bob Rock volt. A Blue Murder címen kiadott album, 1989. április 25-én jelent meg. Zeneileg az 1987 anyagára hasonlító lemez született, bár itt kevésbé volt hangsúlyos a blues és a Led Zeppelin hatása.
A szakma lelkesen fogadta a korongot, azonban kereskedelmileg csak mérsékelt sikert aratott. Az amerikai piac számára a zene túl epikus és komplex volt, hangsúlyos gitárjátékkal, valamint a Geffen promóciós tevékenysége sem volt elég hatékony. A Billboard listán a 69. helyig jutott albumot Phil Lynott emlékének ajánlotta a zenekar.
Az album Japánban kimondottan jól fogyott, több mint 500 ezer darabot értékesítettek belőle, szakmai körökben azóta is az egyik legerősebb hard rock lemezként definiálják. A neves rádiós Eddie Trunk minden idők 4 legjobb debütáló rocklemeze közé sorolta az anyagot.
Ezt követően Kelly Keeling személyében önálló énekese lett a zenekarnak, a következő albumra azonban egészen 1993-ig kellett várni. Ugyan Keeling felénekelte a dalokat, azonban távozása után Sykes (egy dal kivételével) a teljes anyagot újra felénekelte. A Nothin' But Trouble címmel megjelent album folytatta elődje irányvonalát, azonban csak Japánban aratott jelentősebb sikert, Amerikában és a világ többi részén a grunge térhódítása miatt, már nem keltett különösebb feltűnést. A váltakozó felállású zenekarban megfordult Marco Mendoza basszusgitáros, valamint Tommy O'Steen dobos is. A kettejük alkotta ritmusszekció volt hallható a Screaming Blue Murder: Dedicated to Phil Lynott című koncertlemezen is, melyet csak szerződéses kötelezettségei miatt rögzített a zenekar. A Tokyo-ban felvett anyag eredetileg csak Japánban jelent meg, majd az anyag boltokba kerülése után nem sokkal feloszlott a zenekar.

### Thin Lizzy turnék, szólókarrier (1994- napjainkig)
Mendoza és Tommy O'Steen maradt Sykes mellett, így ők voltak hallhatóak, a gitáros első szólóalbumán, az 1995-ben megjelent Out of My Tree címűn is. Az énekesi teendőket továbbra is Sykes látta el, csakúgy mint a produceri munkálatokat. Zeneileg továbbra is bluesos, hard rock volt hallható, azonban kevésbé epikus formában, mint a Blue Murder lemezeken. 1996-ban úgy döntött, hogy Phil Lynott életének és munkájának a tiszteletére újra aktiválja a Thin Lizzy nevet.
Úgy döntött, hogy Lynott távollétében a gitározás mellett maga veszi át az énekesi szerepet, és meggyőzte Scott Gorham-ot, Brian Downey-t és Darren Wharton-t, hogy térjenek vissza a zenekarba. A felállás Marco Mendoza csatlakozásával lett teljes, aki a basszusgitáros szerepét töltötte be. A zenekart sokan kritizálták, mert Lynott nélkül használják a Thin Lizzy nevet, de a zenészek kihangsúlyozták hogy csak Lynott dalait adják elő, új anyagot nem készítenek. Brian Downey nem tudott tovább együtt dolgozni a zenekarral ezért 1997-ben kiszállt. Helyére teljes jogú tagként Tommy Aldridge csatlakozott, aki korábban olyan együttesekben dobolt, mint Ozzy Osbourne zenekara, vagy a Whitesnake. Sykes közben szólókarrierjére is szentelt időt, 1997-ben egy Loveland címre keresztelt albumot adott ki, amit gyorsan követett a 20th Century című album. Utóbbin volt hallható a Cautionary Warning című szerzemény, mely hallható volt a Black Heaven című anime sorozatban.
1998-ban egy válogatáslemezt adott ki, majd 2000-ben jelent meg következő stúdióalbuma a Nuclear Cowboy. Az albumon számtalan zenész közreműködött, közöttük volt két régi társa Carmine Appice és Marco Mendoza is. Közben a Thin Lizzy folyamatosan adott koncerteket, 2000 júniusában egy One Night Only című élő anyagot is kiadtak. A korongon a Sykes–Scott Gorham-Marco Mendoza-Darren Wharton-Tommy Aldridge felállású Thin Lizzy volt hallható, azonban a 2001 elején lebonyolított amerikai klubturnén már Wharton nélkül játszottak. Ezt követően a Thin Lizzy csak szórványosan adott koncerteket a zenészek egyéb elfoglaltságai miatt.
2001-ben korábbi zenekara a Tygers of Pan Tang adott ki egy koncertlemezt, melynek felvételei 1981-ben készültek, így Sykes játéka volt rajta hallható. Ezt egy 1983-as koncertfelvétel megjelenése követte, amikor Phil Lynott "The Three Musketeers" nevű formációjával adtak koncerteket. A dupla album Live in Sweden 1983 címmel jelent meg, a felvételek pedig Svédországban készültek.
2002-ben vendégeskedett a Glenn Hughes és Joe Lynn Turner közös albumán hallható Heaven's Missing an Angel című dalban, 
2004-ben saját neve alatt adott ki egy koncertlemezt. A Bad Boy Live! című albumon gitározott és énekelt, a Mendoza-Aldridge ritmusszekciót pedig Derek Sherinian billentyűs egészítette ki. A korongon Thin Lizzy, Whitesnake és Blue Murder dalok is hallhatóak voltak. Emellett szerepelt Sherinian Mythology albumán is, a God of War dalban Zakk Wylde is hallható volt.

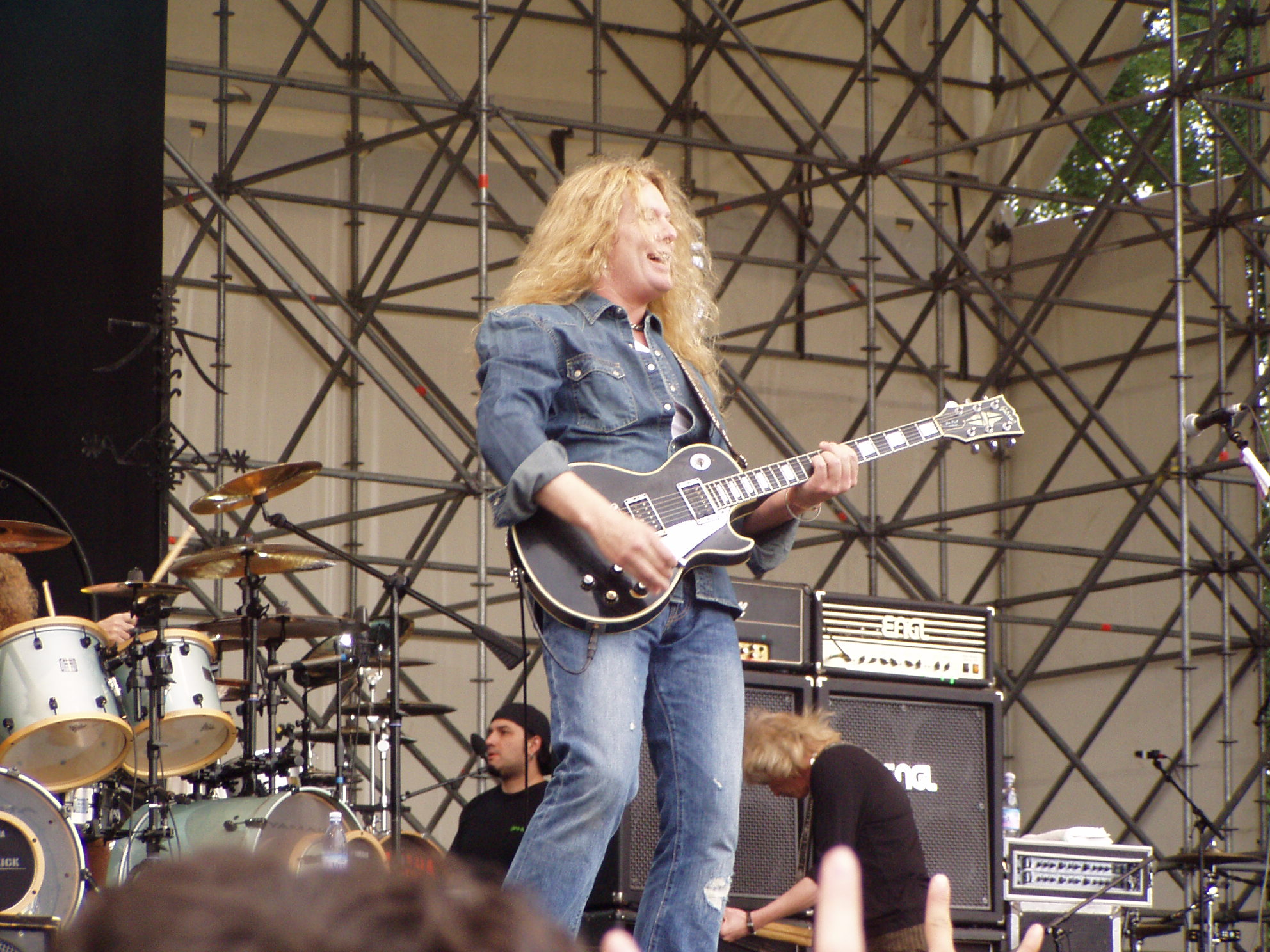
2007-ben egy Thin Lizzy koncerten

2004-ben a Thin Lizzy ismét aktiválta magát. A következő években rendszeresen adtak koncerteket, igaz változó felállással. Sykes kijelentette, hogy Thin Lizzy továbbra is csak "tribute" zenekarként működik, és nem lenne helyénvaló új anyagot felvenni a név alatt. Hozzátette, hogy bár a meglévő zenekar tagjai együttesen felvehetnének egy lemezt, az nem lenne olyan mint a Thin Lizzy. 2009 júniusában a Thin Lizzy honlapja közölte a hírt, hogy Sykes elhagyta az együttest. Ezt követően az év összes hátralévő fellépését törölték vagy elhalasztották. Sykes utolsó szólólemeze 2000-ben jelent meg, ezért döntött a távozás mellett, elmondása szerint elérkezettnek látta az időt, hogy maximálisan a saját zenéjével foglalkozzon.
2011 májusában felröppentek hírek egy esetleges Blue Murder újjáalakulásról, azonban júliusban már arról cikkezett a sajtó, hogy Mike Portnoy társaságában folytatja tovább a gitáros. A "Bad Apple" névre keresztelt projekt harmadik tagja Billy Sheehan basszusgitáros volt, a trió pedig tervbe vette, hogy a koncerteken Blue Murder dalokat is fognak játszani. Sykes munkatempója azonban túlságosan lassú volt társai számára, így inkább Richie Kotzen gitárossal folytatták tovább, The Winery Dogs néven.
2013-ban nekiállt dolgozni az új stúdióalbumán, azonban az eredetileg 2015-ös megjelenést üzleti okokra hivatkozva elhalasztották. Tovább rontotta a helyzetet Sykes könyöksérülése amit egy autóbaleset során szerzett.
2014-ben egy Whitesnake koncertfelvétel jelent meg a Live In 1984: Back To The Bone, melyen Sykes játéka hallható.
2017 március elején a német Rocks magazin közzétette a készülő album címét, valamint megjelenési dátumát. A Sy-Ops című anyag, azonban nem jelent meg 2017 végén, aminek oka az volt, hogy meghalt a gitáros menedzsere.
2019 legelején bejelentette, hogy leszerződött a Golden Robot kiadóval, és elvetette a Sy-Ops albumcímet. A nyilatkozatok szerint 2019-ben fog megjelenni az album, melyen Tony Franklin mellett a Jane’s Addictionből ismert Chris Chaney basszusgitáros, Josh Freese és Curt Bisquera dobosok, valamint Jamie Muhoberac billentyűs lesz hallható.
Sykes 1990-ben feleségül vette Jennifer Brooks-Sykes-t. Három fiú gyermekük van, a család negyedik fiúgyermeke Brooks korábbi kapcsolatából származik, amikor a Rainbow basszusgitárosa Craig Gruber volt a férje. 1999-ben elváltak.

### Stílus, hangszer
Stílusában nagymértékben megtalálható a blues, olyan korai hatásainak köszönhetően, mint a Deep Purple, a Led Zeppelin vagy a Thin Lizzy. Ugyanakkor képzett gitáros, akinek nem esik nehezére gyorsan és technikásan is játszani, stílusában megtalálhatóak az Eddie Van Halen és Randy Rhoads által, az 1970-es évek végén és 1980-as évek legelején népszerűvé tett modernebb technikák is. Ritmusjátékára jellemző, hogy ritkán játszik tisztán kipengetett akkordokat, helyette inkább az alternatív pengetési technikákat alkalmazza, gyakorta tompítva a húrokat. Számos dalban ér el, így bonyolult ritmusképleteket, melyek mellé gyakorta énekel is.
Szólóiban gyakran hallhatóak dallomos harmóniák, melyek ugyan a Thin Lizzy-től eredeztethetőek, de Sykes számos saját szerzeményében is hallhatóak. A Whitesnake soraiban ugyan gyakran megmutatta, technikai felkészültségét is, de szólóira inkább az átgondolt struktúrák, az ízléses vibratójáték és a dallamosság jellemző. Általában egyszerűbb skálákat (például: pentaton) használ, pengetéstechnikájában pedig az alternate (váltott) pengetés a jellemző, kevés legatóval kiegészítve. Jellegzetessége a vibrató technikája, amely egyből felismerhetővé teszi a játékát. Általában agresszíven nyújtja a húrokat, stílusos játéka nagymértékben rányomja a bélyegét a vele készült Thin Lizzy és Whitesnake albumokra is. Vibrató technikája jól érvényesül a Gibson Les Paul gitárok által biztosított meleg tónusú hangzásképben, lehetőséget adva a végtelennek tűnő hangkitartásra is.
Gitárhangzása szintén jellegzetes, évtizedek óta a Gibson Les Paul és Marshall kombináció híve. Könnyen beazonosítható stílusa számtalan gitárost inspirált, Zakk Wylde hangzásában és játékstílusában is számtalan elemet vett át tőle.
Gibson Les Paul gitárokat használ, fő hangszere egy 1978-as Gibson Les Paul Custom modell fekete színben. Phil Lynott javaslatára kisebb változtatásokat eszközölt a hangszedők és a hangszedő kapcsoló környékén, így a kromózott alkatrészek biztosítják a gitár egyedi megjelenését. A hangszer hátsó része az évek során erőteljes kopásnak indult, valamint a nyakán is találhatóak kisebb foltok.
Ritka hangszereinek egyike egy sárga színű 1959-es Les Paul Sunburst, amely a Loveland album borítóján is látható. A hangszert csak ritkán használta, csakúgy, mint azt az 1961-es Fender Stratocaster modellt, amely a Whitesnake Is This Love dalában hallható. Gyűjteményében ritkaságnak számít egy Joe Satriani által fémjelzett Ibanez, valamint Eddie Van Halen legendás Frankenstein gitárja is.
2006-ban a Gibson cég elkezdte fő hangszerét sokszorosítani, így a rajongók is megvásárolhatják az 1978-as Gibson Les Paul Custom replikáját.
Erősítők terén a Jose Arredondo által személyre szabott Marshall JCM800-as modelleket használja az 1980-as évek eleje óta, a Whitesnake és a Blue Murder soraiban gyakran használt azonban Mesa/Boogie erősítőket is (Mesa/Boogie Mark IIC+, Mark III Coliseum és Dual Rectifier fejekkel). A Thin Lizzy újjáalakulása óta azonban ismét a JCM800-ast részesíti előnyben, bár ritkán Roland JC-120 Jazz Chorus kombók is láthatóak mögötte, amelyek a tiszta hangzásért felelnek. Gyűjteményében megtalálható egy Peavey "5150" EVH modell is, valamint különféle Fender kombók (Frontman 25R, Princeton Reverb, Vibroverb, Bandmaster)
Effektek terén minimális a felszerelése (Dunlop Crybaby, Lexicon PCM 41, Lexicon PCM 70), de gyakran egyáltalán nem használ effektpedálokat, hanem a gitár kábelét egyenesen az erősítőhöz csatlakoztatja.
Ernie Ball húrokat használ 010-046 méretben, amiket a Dunlop 1.14 mm-es Tortex pengetőivel szólaltat meg.

## Diszkográfia
| Dátum | Előadó             | Cím                                             | Típus          | Jegyzetek                                             |  |
| ----- | ------------------ | ----------------------------------------------- | -------------- | ----------------------------------------------------- |  |
| 1980  | Streetfighter      | New Electric Warriors                           | Válogatás      | A válogatás 3. dala: She's No Angel                   |  |
| 1981  | Tygers of Pan Tang | Spellbound                                      | Nagylemez      |                                                       |  |
| 1981  | Tygers Of Pan Tang | Crazy Nights                                    | Nagylemez      |                                                       |  |
| 1982  | Badlands (U.K.)    | Badlands demo tape                              | Demo           | Neil Murray és John Sloman                            |  |
| 1982  | Streetfighter      | Crazy Dream EP                                  | EP             | Merv Goldsworthy és Gary Taylor                       |  |
| 1982  | John Sykes         | Please Don't Leave Me                           | Kislemez       | Phil Lynott                                           |  |
| 1982  | Tygers Of Pan Tang | The Cage                                        | Nagylemez      | A Love Potion No. 9 és a Danger in Paradise dalokban. |  |
| 1983  | Thin Lizzy         | Thunder and Lightning                           | Nagylemez      |                                                       |  |
| 1983  | Thin Lizzy         | Life                                            | Koncertlemez   |                                                       |  |
| 1984  | Whitesnake         | Slide It In                                     | Nagylemez      |                                                       |  |
| 1987  | Whitesnake         | 1987                                            | Nagylemez      |                                                       |  |
| 1987  | Whitesnake         | 1987 Versions EP                                | EP             |                                                       |  |
| 1989  | Blue Murder        | Blue Murder                                     | Nagylemez      |                                                       |  |
| 1992  | Thin Lizzy         | Thin Lizzy – BBC Radio One Live In Concert      | Koncertlemez   | Felvétel: 1983. augusztus 28.                         |  |
| 1993  | Blue Murder        | Nothin' But Trouble                             | Nagylemez      |                                                       |  |
| 1994  | Blue Murder        | Screaming Blue Murder: Dedicated to Phil Lynott | Koncertlemez   | Felvétel: 1993. december                              |  |
| 1995  | John Sykes         | I Don't Wanna Live My Life Like You             | Kislemez       |                                                       |  |
| 1995  | John Sykes         | Out of My Tree                                  | Nagylemez      |                                                       |  |
| 1997  | John Sykes         | Loveland                                        | Nagylemez      |                                                       |  |
| 1997  | John Sykes         | 20th Century                                    | Nagylemez      |                                                       |  |
| 1998  | John Sykes         | Chapter One                                     | Válogatáslemez |                                                       |  |
| 2000  | John Sykes         | Nuclear Cowboy                                  | Nagylemez      |                                                       |  |
| 2000  | John Sykes         | Best of John Sykes                              | Válogatáslemez |                                                       |  |
| 2000  | Thin Lizzy         | One Night Only                                  | Koncertlemez   | Felvétel: 1999                                        |  |
| 2001  | Tygers Of Pan Tang | Live at Nottingham Rock City                    | Koncertlemez   | Felvétel: 1981. április                               |  |
| 2001  | Phil Lynott        | Live in Sweden 1983                             | Koncertlemez   | Felvétel: 1983 augusztus 5-6.                         |  |
| 2004  | John Sykes         | Bad Boy Live!                                   | Koncertlemez   | Felvétel: 2004. április                               |  |
| 2014  | Whitesnake         | Live In 1984: Back To The Bone                  | Koncertlemez   | Felvétel: 1984                                        |  |

### Vendégszereplések
- Crossfire: A Salute To Stevie Ray Vaughan, (1996), Blues Bureau International[26]
- HTP, Hughes Turner Project (2002), MTM Music
- Mythology, Derek Sherinian, (2004), InsideOut Music
- Merry Axemas 2 – More Guitars for Christmas, (1998), EPIC Records, a Sony Entertainment Speciális produkciója[27]
- The House is Rocking: A tribute to Stevie Ray Vaughan, (2015), Cleopatra Records[28]
- Moore Blues For Gary: A Tribute To Gary Moore By Bob Daisley And Friends (2018)